# Маркшейдерські роботи

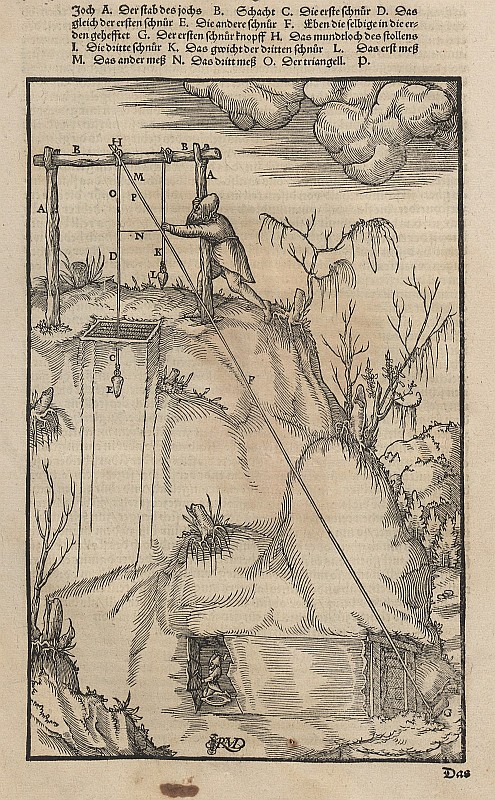
Маркшейдерські роботи. Г.Агрікола. De Re Metallica (1556)

Маркшейдерські роботи (рос. маркшейдерские работы, нім. Markscheiden n) — комплекс робіт (процесів), що виконуються на всіх етапах освоєння родовища корисних копалин для забезпечення правильного і безпечного ведення гірничих робіт.
За значенням, трудомісткістю і характером М. р. можна розділити на три види: капітальні, основні і поточні.
- До капітальних відносяться великі роботи разового характеру: створення або реконструкція опорної мережі на земній поверхні, реконструкція підземних опорних мереж, забезпечення складних збієчних робіт і ін.
- До основних М.р. відносяться базові, систематично повторювані роботи: здійснення сполучних зйомок і побудова підземних маркшейдерських опорних мереж, фотограмметричні зйомки кар'єру, спостереження за зрушеннями і деформаціями земної поверхні й ін.
- До поточних відносяться невеликі, постійно виконувані виробничі роботи: зйомки, завдання напрямків виробок, контроль за оперативним обліком видобутку корисної копалини, поповнення планів гірничих виробок, контроль за виконанням плану проведення гірничих виробок і ін.

ІНСТРУКЦІЯ ПО ВИКОНАННЮ МАРКШЕЙДЕРСЬКИХ РОБІТ
Нормативний документ, який встановлює основні вимоги щодо маркшейдерських вимірювань і документів при розвідці і розробці родовищ корисних копалин, будівництві, реконструкції, закритті шахт.
Інструкцією встановлено норми точності щодо маркшейдерських робіт та рекомендовано способи їх досягнення. В додатках наведено методику виконання окремих видів робіт. «Інструкція…» є обов'язковою для всіх гірничих підприємств (незалежно від форми власності), які виконують маркшейдерські роботи.